# Taça 12 de Novembro de 2018
A Taça 12 de Novembro de 2018 foi a 6ª edição oficial do torneio timorense de futebol. Foi organizada pela Federação de Futebol de Timor-Leste com a LFA e contou com 20 times participantes.
A primeira partida foi disputada em 26 de setembro, entre as equipas do Atlético Ultramar (campeã de 2017) e do Santa Cruz.
O campeão do torneio foi a equipe do Atlético Ultramar, que conquistou o título pela segunda vez consecutiva e uma vaga para Supertaça Liga Futebol Amadora de 2018.

## Formato
O torneio utilizou o sistema de eliminatórias a uma mão, iniciando-se pela primeira fase com dez jogos. Foi disputado por clubes da Primeira e Segunda Divisão da então Liga Futebol Amadora.
Todas as partidas foram realizadas no Campo Democracia de Timor-Leste, na capital Díli. O sorteio dos jogos do torneio foi realizado em 22 de setembro de 2018.

### Participantes
Os seguintes times classificaram-se para a competição:
| Primeira Divisão os 8 times da temporada 2018                                                                                | Segunda Divisão os 12 times da temporada 2018 |
| - Académica - Atlético Ultramar (C) - Boavista FC (C) - Cacusan (↓) - DIT (↓) - Karketu Dili F.C. - Ponta Leste - SL Benfica | - Aitana - Assalam (C) - Fitun Estudante (↑) - Kablaky (↓) - Lalenok United (↑) - Lero (↑) - Lica-Lica Lemorai - Nagarjo - Porto Taibesse - Santa Cruz F.C. (↓) - Sporting Clube - Zebra |

## Tabela

### Primeira Fase
Os jogos da primeira fase foram realizados entre os dias 26 de setembro e 06 de outubro. Em negrito estão os times classificados.
| Equipe 1                | Resultado | Equipe 2                |
| ----------------------- | --------- | ----------------------- |
| Atlético Ultramar (C)   | 11–2      | Santa Cruz              |
| F.C. Académica          | 1–2       | Boavista                |
| Cacusan CF              | 1–12      | Karketu Dili F.C.       |
| Lica-Lica               | 1–2       | Zebra F.C.              |
| Nagardjo                | 2–3       | DIT FC                  |
| Sport Laulara e Benfica | 5–0       | FC Porto Taibesse       |
| Ponta Leste             | 3–0       | Kablaki F.C.            |
| Lalenok United          | 3–1       | FIES                    |
| FC Aitana               | 3–1       | Sporting Clube de Timor |
| Assalam F.C.            | 3–1       | FC Lero                 |

### Segunda Fase
Os jogos da segunda fase foram realizados entre os dias 07 e 18 de outubro. Em negrito estão os times classificados.
| Equipe 1              | Resultado | Equipe 2                |
| --------------------- | --------- | ----------------------- |
| Atlético Ultramar (C) | 6–5       | Boavista                |
| Karketu Dili F.C.     | 1–0       | Zebra F.C.              |
| DIT FC                | 1–5       | Sport Laulara e Benfica |
| Ponta Leste           | 5–3       | Lalenok United          |
| FC Aitana             | 0–4       | Assalam F.C.            |

### Terceira Fase
A terceira fase será realizada no dia 20 de outubro. As equipas do Sport Laulara e Benfica, Ponta Leste e Assalam F.C. foram sorteadas direto para a fase seguinte. Em negrito está o time classificado.
| Equipe 1              | Resultado | Equipe 2          |
| --------------------- | --------- | ----------------- |
| Atlético Ultramar (C) | 2–1       | Karketu Dili F.C. |

## Fase Final
|  | Semifinal               | Semifinal         |   |  | Final               | Final |  |
|  |                         |                   |   |  |                     |       |  |
|  | Díli, 23 de outubro     |                   |   |  |                     |       |  |
|  | Ponta Leste             | 2 (8)             |   |  |                     |       |  |
|  | Assalam F.C.            | 2 (9)             |   |  |                     |       |  |
|  |                         |                   |   |  |                     |       |  |
|  |                         |                   |   |  | Díli, 27 de outubro |       |  |
|  |                         |                   |   |  | Assalam F.C.        | 2     |  |
|  |                         | Atlético Ultramar | 3 |  |                     |       |  |
|  |                         |                   |   |  |                     |       |  |
|  |                         |                   |   |  |                     |       |  |
|  |                         |                   |   |  |                     |       |  |
|  | Díli, 24 de outubro     |                   |   |  |                     |       |  |
|  | Atlético Ultramar       | 5                 |   |  |                     |       |  |
|  | Sport Laulara e Benfica | 1                 |   |  |                     |       |  |

### Partida Final
| 27 de outubro de 2018 | Assalam F.C.                              | 2 - 3     | Atlético Ultramar                              | Estádio Campo Democracia, Díli |
| 15:45 UTC+9           | Ramiro Maggi 19' · Nicolas Altamira 45+2' | Relatório | Bernardo Freire 11', 35' · Eusebio Almeida 39' |                                |

## Premiação
| Taça 12 de Novembro de 2018             |
| Timor-Leste                             |
| --------------------------------------- |
| Atlético Ultramar Bicampeão (2º título) |

## Ligações Externas
- Página oficial - no Facebook